# Чарски пясъци
Чарските пясъци (на руски: Чарские пески) представляват пустинен пясъчен масив в Забайкалски край, Русия.
Разположен е в Чарската котловина, в подножието на хребета Кодар, близо до село Чара. Размерите му са приблизително 10 километра на 5 км, а площта му е около 50 км².
Масивът е природна забележителност от 1980 г. насам. Обграден е от тайга и блата, като границата между тях и пясъка е рязка. Има много дюни, достигащи височина до 30 метра, с оазиси между тях.
Според версия за произхода на пясъците те представляват бивш ледник, който преди 45 хил. години се е стопил и е създал голямо езеро в котловината. След като водите от езерото са се оттекли, в най-ниската точка са се събрали пясъци и глина.